# Twents hoen

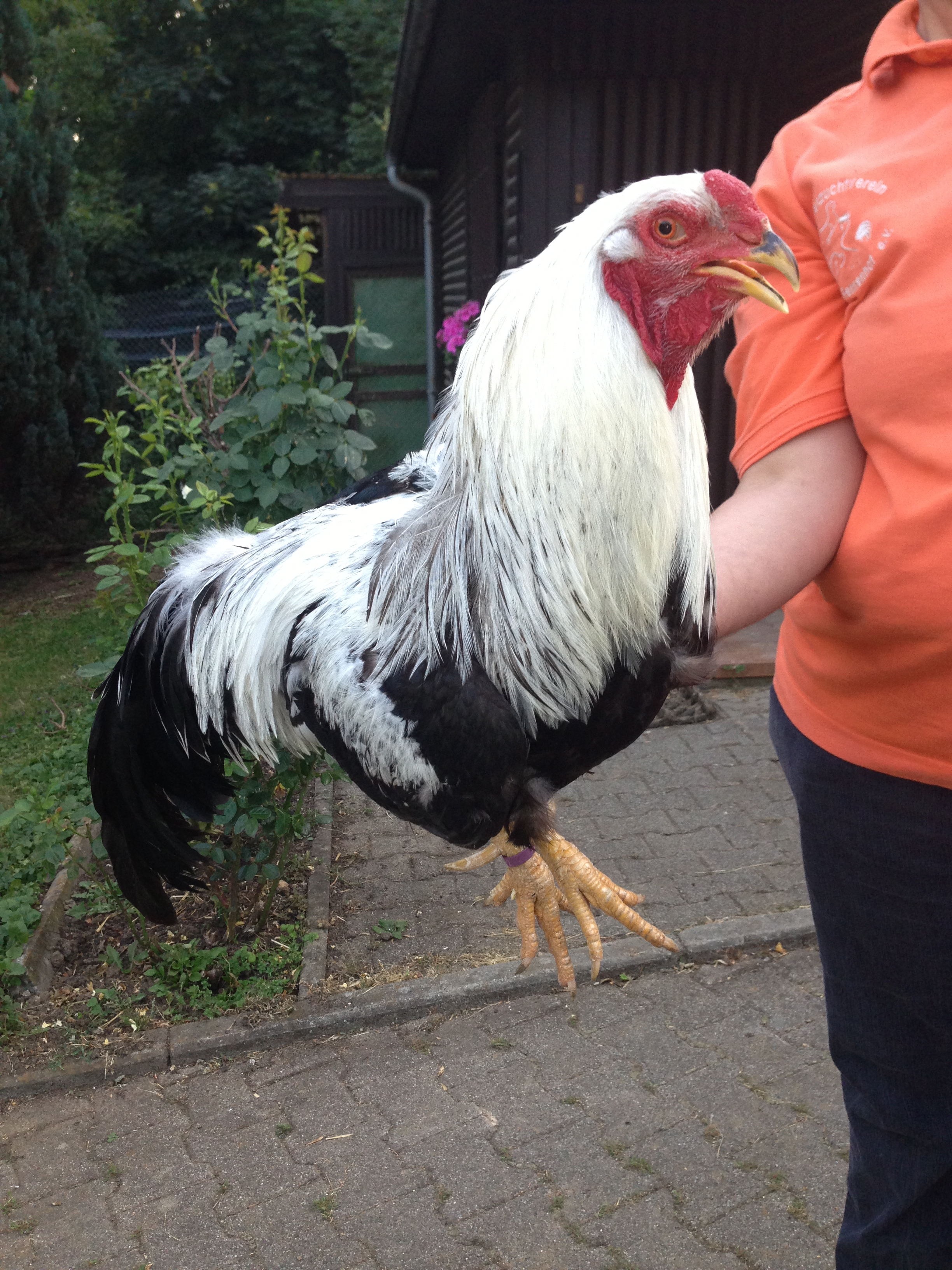
Twents hoen (haan, zilverpatrijs)

Het Twents hoen is een kippenras, dat in het midden van de 19e eeuw in Twente en Bentheim uit kruisingen met vechthoenders ontstaan is.

## Naamgeving
Vaak worden i.p.v. "Twents hoen" de namen "Twentse grijzen" en "Twentse bruinen" voor de kleurslagen gebruikt. Het ras heeft aan Duitse zijde van de grens de naam "Kraienkopp" (meervoud: "Kraienköppe") gekregen, wat regelmatig tot verwisseling met de Brabantse kraaikop leidt.

## Kenmerken
Het Twentse hoen is een krachtig gebouwde kip in landhoenvorm, met een opgerichte houding, gele loopbenen en een kleine kop met walnotenkam. Erkende kleuren zijn patrijs, geelpatrijs, blauwpatrijs, zilverpatrijs en blauw zilverpatrijs.

## Speciaalclub
Het ras valt in Nederland onder de officiële speciaalclub Twentse hoenderclub en in Duitsland onder Sonderverein der Züchter der Kraienköppe und Zwerg-Kraienköppe.